# Claudio Gonzaga
Claudio Gonzaga (30 novembre 1548 – Mantova, 4 settembre 1588) è stato un nobile italiano.

## Biografia
Claudio era figlio naturale di Francesco II Gonzaga, conte di Novellara, avuto da Elena Boccali di Mantova, che morì in un'imboscata tesa contro di lei e il marito il 17 marzo 1571 (o, secondo altre fonti, da Barbara Magnani).
Fu creato Conte palatino il 14 marzo 1567.
Crebbe a corte assieme agli zii Camillo e Alfonso e, ancora giovane, reclamò il diritto si primogenitura, vantando pretese sulla successione alla contea di Novellara. Fece richiesta anche all'imperatore Ferdinando I, ma gli esiti furono favorevoli a suo zio Alfonso I, che tentò più volte di avvelenare.
Nel 1580 ordì una congiura per assassinare i due co-regnanti, ma fallì e Claudio dovette lasciare Novellara. 
Nel 1586 tentò invano le vie legali per ottenere ragione. 
Morì nel 1588, lasciando vane le sue pretese e lasciò scritto che di queste se ne facesse carico Vincenzo I Gonzaga, duca di Mantova. 
Dopo la morte di Claudio i due principi si riappacificarono.

## Ascendenza
|                                          |   |                                 | Genitori                                                            |  |  | Nonni |  |  | Bisnonni                               |  |  | Trisnonni                                 |  |
|                                          |   |                                 |                                                                     |  |  |       |  |  | Giampietro Gonzaga, conte di Novellara |  |  | Francesco I Gonzaga, signore di Novellara |  |
|                                          |   |                                 |                                                                     |  |  |       |  |  | Giampietro Gonzaga, conte di Novellara |  |  | Francesco I Gonzaga, signore di Novellara |  |
|                                          |   | Costanza Strozzi                |                                                                     |  |  |       |  |  | Giampietro Gonzaga, conte di Novellara |  |  |                                           |  |
| Alessandro I Gonzaga, conte di Novellara |   |                                 |                                                                     |  |  |       |  |  | Giampietro Gonzaga, conte di Novellara |  |  |                                           |  |
|                                          |   | Caterina Torelli                | Cristoforo I Torelli, conte di Montechiarugolo                      |  |  |       |  |  |                                        |  |  |                                           |  |
|                                          |   | Caterina Torelli                | Cristoforo I Torelli, conte di Montechiarugolo                      |  |  |       |  |  |                                        |  |  |                                           |  |
|                                          |   | Caterina Torelli                | Taddea Pio                                                          |  |  |       |  |  |                                        |  |  |                                           |  |
| Francesco II Gonzaga, conte di Novellara |   | Caterina Torelli                |                                                                     |  |  |       |  |  |                                        |  |  |                                           |  |
|                                          |   | Giberto VII, conte di Correggio | Manfredo I, conte di Correggio                                      |  |  |       |  |  |                                        |  |  |                                           |  |
|                                          |   | Giberto VII, conte di Correggio | Manfredo I, conte di Correggio                                      |  |  |       |  |  |                                        |  |  |                                           |  |
|                                          |   | Giberto VII, conte di Correggio | Agnese Pio                                                          |  |  |       |  |  |                                        |  |  |                                           |  |
| Costanza da Correggio                    |   | Giberto VII, conte di Correggio |                                                                     |  |  |       |  |  |                                        |  |  |                                           |  |
|                                          |   | Violante Pico                   | Antonio Maria Pico, signore della Mirandola e conte della Concordia |  |  |       |  |  |                                        |  |  |                                           |  |
|                                          |   | Violante Pico                   | Antonio Maria Pico, signore della Mirandola e conte della Concordia |  |  |       |  |  |                                        |  |  |                                           |  |
|                                          |   | Violante Pico                   | Costanza Bentivoglio                                                |  |  |       |  |  |                                        |  |  |                                           |  |
| Claudio Gonzaga                          |   | Violante Pico                   |                                                                     |  |  |       |  |  |                                        |  |  |                                           |  |
|                                          | … | …                               |                                                                     |  |  |       |  |  |                                        |  |  |                                           |  |
|                                          | … | …                               |                                                                     |  |  |       |  |  |                                        |  |  |                                           |  |
|                                          | … | …                               |                                                                     |  |  |       |  |  |                                        |  |  |                                           |  |
| …                                        | … |                                 |                                                                     |  |  |       |  |  |                                        |  |  |                                           |  |
|                                          |   | …                               | …                                                                   |  |  |       |  |  |                                        |  |  |                                           |  |
|                                          |   | …                               | …                                                                   |  |  |       |  |  |                                        |  |  |                                           |  |
|                                          |   | …                               | …                                                                   |  |  |       |  |  |                                        |  |  |                                           |  |
| Elena Boccali                            |   | …                               |                                                                     |  |  |       |  |  |                                        |  |  |                                           |  |
|                                          |   | …                               | …                                                                   |  |  |       |  |  |                                        |  |  |                                           |  |
|                                          |   | …                               | …                                                                   |  |  |       |  |  |                                        |  |  |                                           |  |
|                                          |   | …                               | …                                                                   |  |  |       |  |  |                                        |  |  |                                           |  |
| …                                        |   | …                               |                                                                     |  |  |       |  |  |                                        |  |  |                                           |  |
|                                          |   | …                               | …                                                                   |  |  |       |  |  |                                        |  |  |                                           |  |
|                                          |   | …                               | …                                                                   |  |  |       |  |  |                                        |  |  |                                           |  |
|                                          |   | …                               | …                                                                   |  |  |       |  |  |                                        |  |  |                                           |  |
|                                          |   | …                               |                                                                     |  |  |       |  |  |                                        |  |  |                                           |  |